# Saison cyclonique 2023-2024 dans l'océan Indien sud-ouest
La saison cyclonique 2023-2024 dans l'océan Indien sud-ouest s'étend officiellement du 15 novembre 2023 au 30 avril 2024, à l'exception de Maurice et des Seychelles, dont la saison se termine le 15 mai 2024. Ces dates délimitent traditionnellement la période de l'année durant laquelle la plupart des cyclones tropicaux et subtropicaux se forment dans le bassin qui est à l'ouest de 90 ° E et au sud de l'équateur. La formation de cyclones dans ce bassin est surveillée par le Centre météorologique régional spécialisé de La Réunion.
La saison a débuté tardivement avec Alvaro qui s'est formé le 30 décembre dans le canal du Mozambique, atteignant le stade de forte tempête tropicale et causant 19 décès en traversant le sud de Madagascar avant de se dissiper dans l'océan Indien au début janvier. Ensuite, la plupart des systèmes ont affecté la région entre Madagascar et les Mascareignes, les cyclones Belal, Filipo et Gamane causant des dégâts et au moins 27 pertes de vies supplémentaires. Deux systèmes tropicaux se sont formés dans une zone inhabituelle de formation de cyclones selon Météo-France et dépassant la fin officielle de la saison,  soit Hidaya et Ialy, entre la fin avril et la mi-mai. Atteignant la catégorie 1, ils ont touché la Tanzanie et le Kenya, deux pays rarement affectés. Heureusement, les systèmes les plus intenses sont passés sur l'extrême Est du bassin, au milieu de nulle part.

## Nom des tempêtes
Au sein de l'océan Indien sud-ouest, les dépressions tropicales et les dépressions subtropicales pour lesquelles est mesuré un vent soutenu sur 10 minutes de 65 km/h par le Centre météorologique régional spécialisé cyclones de La Réunion (CMRS) reçoivent généralement un identifiant. Les Centres consultatifs sous-régionaux de cyclones tropicaux à Maurice et à Madagascar nomment les systèmes plus intenses. Le centre de Maurice nomme les systèmes qui s'intensifient en tempête tropicale modérée entre 55 et 90 ° E. Entre 30 et 55 ° E, c'est le centre de Madagascar qui attribue un nom.
À partir de la saison 2016-2017, les listes de noms dans le sud-ouest de l'océan Indien font l'objet d'une rotation triennale. Les noms de tempête ne sont utilisés qu'une seule fois, donc tout nom de tempête utilisé cette année sera supprimé de la rotation et remplacé par un nouveau nom pour la saison 2026–27. Les noms non utilisés devraient être réutilisés dans la liste pour la saison 2026-2027.
| FTT | Alvaro         |
| CT  | Belal          |
| FTT | Candice        |
| CTI | Anggreek (BoM) |
| CTI | Djoungou       |
| FTT | Eleanor        |

| FTT  | Filipo |
| CT   | Gamane |
| CT   | Hidaya |
| CT   | Ialy   |
| Inc. | Jeremy |
| Inc. | Kanga  |

| Inc. | Ludzi   |
| Inc. | Melina  |
| Inc. | Noah    |
| Inc. | Onias   |
| Inc. | Pelagie |
| Inc. | Quamar  |

| Inc. | Rita   |
| Inc. | Solani |
| Inc. | Tarik  |
| Inc. | Urilia |
| Inc. | Vuyane |

| Inc. | Wagner   |
| Inc. | Xusa     |
| Inc. | Yarona   |
| Inc. | Zacarias |

## Déroulement de la saison
| Tempête | Morts | Dommages (Milliards $US) | Réf.   |
| ------- | ----- | ------------------------ | ------ |
| Alvaro  | 19    | N/D                      | [ 2 ]  |
| Belal   | 6     | 0,570                    | ,      |
| Filipo  | 2     | N/D                      | [ 6 ]  |
| Gamane  | 19    | 0,50                     | ,      |
| Hidaya  | 5     | N/D                      | ,      |
| Ialy    | 2     | N/D                      | [ 10 ] |
| Total   | 53    | >0,620                   |        |

En octobre 2023, Météo-France a publié ses prévisions saisonnières d'activité cyclonique pour le bassin, prévoyant une saison inférieure à la moyenne avec 5 à 8 tempêtes nommées en raison d'un fort événement El Niño attendu, soit une saison inférieure à la moyenne, avec une probabilité de 70 %. Il a été précisé que l’activité devait se concentrer principalement au nord ou au nord-est des Mascareignes. On anticipait une apparition tardive du 1er système mais qu'il y aurait accélération à la mi-janvier. Le service météorologique de Maurice (MMS) a également publié ses prévisions estivales pour la saison cyclonique, indiquant qu'environ 6 à 8 cyclones devraient se former, la région à l'ouest de Diego Garcia présentant des conditions environnementales plus propices à la cyclogenèse tropicale.
Comme prévu par Météo-France, la saison a débuté tardivement avec Alvaro qui s'est formé le 30 décembre dans le canal du Mozambique, atteignant le stade de forte tempête tropicale et causant 19 décès en traversant le sud de Madagascar avant de se dissiper dans l'océan Indien au début janvier. Du 11 au 20 janvier, c'est le cyclone Belal qui est passé entre La Réunion et l'ile Maurice, causant de fortes inondations et au moins 6 décès.
Poursuivant un mois actif, la forte tempête Candice est passée proche de l'île Maurice les 24 et 25 janvier lors de sa formation, donnant beaucoup de pluie à La Réunion et Maurice mais sans faire de dégâts notables avant de se perdre dans les latitudes australes. Elle a été suivi à la fin du mois par le cyclone Anggrek dans l'extrême est du bassin couvert par le CMRS de la Réunion et loin de toute terre et la faible dépression 05 qui est passée à l'est de l'île de Rodrigues du 30 janvier au 2 février sans jamais devenir menaçante.
Après deux semaines sans activité, Djoungou s'est formé le 15 février bien au nord de Rodrigues et a atteint le stade de cyclone tropical intense en se dirigeant vers l'extrême est du bassin sans jamais menacer les terres. Le 18, Eleanor s'est formée au large du nord-est de Madagascar et est devenue lentement une forte tempête tropicale tout en effectuant une boucle en sens horaire autour des Mascareignes. Ses vents et sa pluie ont causé certains dommages à l'île Maurice le 22 février et elle est devenue une dépression résiduelle bien au sud de La Réunion deux jours plus tard.
Début mars, une zone à fort potentiel de développement d'un système tropical est apparu au nord-est de Madagascar. Le 2 mars, le CMRS y a repéré une perturbation tropicale qui est devenue une dépression passant sur le nord de Madagascar le 3 mars. Descendant ensuite dans le canal du Mozambique, le système a perdu son organisation mais a laissé de fortes pluies la côte ouest de l'île avant de bifurquer vers le Mozambique le 8 mars et devenir la forte tempête tropicale Filipo qui a touché le sud de ce pays le 12 mars, faisant au moins 2 morts. Le système est ensuite devenu extratropical en s'éloignant vers le sud-est en mer.
Le 24 mars, les restes du cyclone Neville, devenu une simple dépression tropicale se comblant, sont entrés dans l'extrême est de la zone de responsabilité de Météo-France après avoir franchi le 90e méridien. En raison de la diminution de l'activité convective, le CMRS n'a pas émis de bulletin spécifique pour le système qui s'est rapidement détérioré et ressorti du bassin.
Le 25 mars, une perturbation tropicale s'est formée au nord-est de Madagascar et s'est rapidement creusée pour devenir le cyclone Gamane équivalent à un ouragan de catégorie 2 dans l'échelle de Saffir-Simpson le 27, juste avant de frapper l'extrème nord de l'île où il a fait au moins 19 morts. Le relief l'a ensuite affaibli à perturbation tropicale sortant sur le canal du Mozambique le 28.
Après une pause d'un mois, un système tropical s'est formé au nord d'Aldabra le 30 avril, prenant le nom d’Hidaya, dans une zone inhabituelle de formation de cyclones selon Météo-France et dépassant la fin officielle de la saison. Le 3 mai, il est devenu un cyclone lors d'une intensification rapide, le phénomène tropical le plus intense jamais observé pour cette partie du bassin au nord-ouest de 10° S et de 45° E,. Le cyclone a fait des dégâts et 5 morts en Tanzanie.
Un autre cyclone hors saison, Ialy, s'est formé dans le même secteur le 16 mai. Il a atteint la catégorie 1 au large du Kenya avant que ses restes n'affectent ce pays le 22 mai. Le cyclone a tué deux personnes.
D'autre part, le 17 mai, une circulation de surface s'est formée au nord de Diego Garcia. Le 19 mai, le JTWC a assigné le code 25S à ce système formé anormalement près de l'équateur. Cependant, le CMRS de La réunion n'a jamais pas reconnu ce système qui s'est dissipé en raison d'un environnement extrêmement défavorable le 21 mai et n'est donc pas un système officiel de la saison.

## Chronologie des événements
| Classifications des systèmes tropicaux sur le bassin, | Classifications des systèmes tropicaux sur le bassin, |
| Vent soutenu sur 10 minutes (nœuds)                   | Océan Indien sud-ouest Météo-France                   |
| ----------------------------------------------------- | ----------------------------------------------------- |
| <28                                                   | Perturbation tropicale                                |
| 28–33                                                 | Dépression tropicale                                  |
| 34–47                                                 | Tempête tropicale modérée                             |
| 48–63                                                 | Forte Tempête tropicale                               |
| 64–89                                                 | Cyclone tropical                                      |
| 90–115                                                | Cyclone tropical intense                              |
| Plus de 115                                           | Cyclone tropical très intense                         |

## Cyclones tropicaux

### Forte tempête tropicaleAlvaro
En fin décembre 2023, le CMRS de La Réunion a commencé à surveiller le potentiel de cyclogenèse tropicale lorsque les ondes de Kelvin et de Rossby se sont croisées dans la partie ouest de la zone de responsabilité de l'agence, avant une phase humide de l'oscillation de Madden-Julian, signe qu'une dépression se formerait dans le canal du Mozambique. Le 29 décembre, un creux de mousson venant du Mozambique a favorisé le développement d'une circulation de surface fermée du système et le lendemain, le CMRS a classé le système comme perturbation tropicale. Se dirigeant vers le sud-est, elle est devenue une dépression tropicale le 31 décembre, puis une tempête tropicale modérée nommée Alvaro.
Le 1er janvier 2024, montrant une bande de précipitations incurvée et l'émergence d'un œil ont incité le CMRS à rehausser le système en forte tempête tropicale dans des conditions favorables. La tempête a développé une couverture nuageuse centrale dense autour de son œil à l'est-nord-est de l'île Europa, continuant vers l'est-sud-est. Vers 12 h UTC, le CMFR et le JTWC ont déclaré qu’Alvaro avait culminé avec des vents soutenus de 110 km/h et une pression centrale de 985 hPa.
À mesure que la tempête approchait de Madagascar, le sommet des nuages s'est réchauffé et l'œil est disparu progressivement en raison du cisaillement persistant du vent. À 16 h 20 UTC, Alvaro a touché terre dans le district de Morombe, donnant des rafales de 140 km/h puis s'est rapidement affaibli en passant sur terrain montagneux. Vers 12 h UTC le 2 janvier, Alvaro est passé à dépression terrestre, ne conservant que des pluies orageuses que sur le quadrant est avant de ressortir dans l'océan Indien le 3 janvier vers 0 h UTC et se réintensifiant en une tempête tropicale modérée. Après s'être maintenu quelque temps, Alvaro a faibli et est devenu une dépression post-tropicale vers 18 h UTC à 565 km au sud-sud-ouest de La Réunion. Le CMRS a émis son dernier bulletin le lendemain alors que le système frontal se dirigeait toujours vers le sud-est loin de toute terre.
Anticipant l'arrivée d’Alvaro, le service météorologique de Madagascar (Météo Madagascar) a lancé le 31 décembre une alerte jaune pour les districts de Morondava, Manja, Morombe et Toliara. Il a été conseillé aux marins de rester au large. L'agence a rehaussé l'alerte à alerte rouge le lendemain. Le maire de Morombe a signalé des dégâts matériels. Plusieurs quartiers de la ville ont été inondés, mais il n'y a pas eu de victimes. De nombreux habitants ont été évacués de leurs maisons, utilisant les écoles et les villages périphériques comme sites d'hébergement. Les régions du sud-ouest au sud-est de Madagascar ont signalé des arbres déracinés, des toits arrachés et des infrastructures endommagées.
Au 10 janvier, près de 33 000 personnes à Madagascar étaient touchées par Alvaro, avec plus de 17 000 déplacées et relocalisées vers 36 centres d'évacuation. Les régions de Haute Matsiatra, Atsimo-Andrefana, Menabe, Ihorombe et Fitovinany ont subi de plein fouet la tempête. Environ 241 colonies ont été totalement détruites et 6600 maisons ont été endommagées, en plus de 75 écoles. Dix-neuf personnes ont été tuées par la tempête,. En réponse à la catastrophe, le Programme alimentaire mondial a alloué du riz, de l'huile, des moustiquaires et d'autres équipements aux zones touchées.

### Cyclone tropicalBelal
Le 11 janvier, le CMRS a repéré une perturbation tropicale en formation à 1 000 km au nord-nord-est de La Réunion, à l'est d'Agalega, dans une zone que le centre surveillait depuis plusieurs jours. Le lendemain, le système est devenu une dépression tropicale. Elle a été rehaussée à tempête tropicale modérée Belal tôt le 13 janvier à 700 km au nord de La Réunion, puis forte tempête tropicale plus tard en journée alors qu'elle se dirigeaient rapidement vers le sud-ouest,. La Réunion et Maurice ont été mis en alerte cyclonique orange alors que la trajectoire était prévue passer directement sur la première.
À 1 h UTC le 14, le CMRS a rehaussé Belal en cyclone tropical à 315 km au nord-ouest de La Réunion alors que sa trajectoire s'incurvait et qu'il était en intensification rapide. Selon le Joint Typhoon Warning Center (JTWC), le cyclone a atteint une catégorie équivalente à un ouragan de catégorie 2 dans l'échelle de Saffir-Simpson avec des vents de 155 km/h à 15 h UTC. L’alerte est passée au rouge avec confinement intégral à La Réunion. Les autorités ont indiquée que l'alerte violette devait suivre.
Le 15 à 0 h UTC, le CMRS a annoncé que le cyclone était rendu 85 km au nord-ouest de La Réunion avec des vents soutenus de 150 km/h sur 10 minutes pendant que le JTWC lui donnait des vents sur une minute de 165 km/h. Entre 6 et 12 h UTC, le centre de Belal et le mur de l'œil ont longé la côte nord-est de l'île,. Selon Météo-France, le mur de l'œil n'est pas entré à l'intérieur des terres, permettant d'éviter des dégâts majeurs.
Belal s'est éloigné ensuite rapidement vers le sud-est, puis l'est. À 7 h UTC le 16, le système est retombé au niveau de forte tempête tropicale en entrant dans une zone de cisaillement des vents en altitude et d'intrusion d'air sec. Après deux jours à se déplacer vers l'est-sud-est, Belal a été reclassé comme une dépression résiduelle à 0 h UTC le 19 à environ 900 km de la Réunion.
Le cyclone a fait beaucoup de dégâts à La Réunion et Maurice, ainsi que 6 morts,. Le réassureur Aon a estimé les dégâts à 570 millions $US.

### Forte tempête tropicaleCandice
Le 22 janvier 2024, le CMRS de La Réunion a commencé à suivre une perturbation tropicale, identifiée comme 3, au nord des Mascareignes, à l'ouest des écueils des Cargados Carajos. Le système s'est ensuite dirigé vers l'île Maurice sans s'intensifier et le 23 janvier, La Réunion et Rodrigues ont été mises en pré-alerte cyclonique alors que Maurice est passé en alerte de classe II pour de fortes pluies et une forte houle cyclonique. À 0 h UTC le 24, le centre mal défini passe sur le nord de l'île Maurice. À 6 h UTC, elle a été reclassée dépression tropicale puis tempête tropicale nommée Candice deux heures plus tard par les Services météorologiques de Maurice alors qu'elle se trouvait à 30 km au nord du cap Malheureux. Le sud de La Réunion a été mis en vigilance rouge pour la forte pluie alors que le cyclone Belal avait déjà fragilisé le secteur et que des rafales supérieures à 100 km/h avaient déjà été observées.
La nuit du 24 au 25 janvier, Candice a contourné l'île Maurice et s'est éloignée vers le sud-sud-est. À 13 h UTC, elle était rendue à 545 km de la Réunion et les alertes cycloniques étaient graduellement terminées. Le 26 janvier, le système a été rehaussé à forte tempête tropicale à 840 km au sud-est de La Réunion. Plus tard en journée, elle est redescendue à forte tempête tropical en entrant sur des eaux plus froides et subissant un cisaillement des vents. LE CMRS a émis son dernier bulletin le 27 janvier à 7 h UTC pour la dépression devenue post-tropicale qui se dirigeait vers le sud.
Sur la moitié sud de La Réunion, Candice a laissé de 100 à 200 mm de pluie près de la côte mais de 500 à 600 mm dans les hauteurs ce qui a donné des crues subites, des inondations et des glissements de terrain locaux, impactant certaines routes,. Les accumulations maximales ont été rapportées à Grand Coude avec 865 mm, au Dimitile avec 807 mm et au Tevelave avec 740 mm. Toutes les écoles dans 11 communes du sud et du sud-est de l'île ont été fermées en raison des intempéries.

### Cyclone tropical intenseAnggrek
Le cyclone tropical Anggrek s'est formé le 10 janvier dans l'extrême nord-ouest du bassin de l'océan Indien surveillé par le Bureau of Meteorology australien. Après avoir dérivé deux semaines dans ce secteur, le 25 janvier, il est entré dans la zone de responsabilité du CMRS de la Réunion à plus de 3 500 km des Mascareignes,. Six heures plus tard, le JTWC l'a classé comme un équivalent de la catégorie 2 dans l'échelle de Saffir-Simpson avec des vents soutenus de 165 km/h sur une minute.
Le 26 janvier, Anggrek est devenu un cyclone tropical intense avec des vents soutenus de 165 km/h sur 10 minutes selon le CMRS, équivalent à la catégorie 3 de l'échelle de Saffir-Simpson avec des vents soutenus de 195 km/h sur une minute selon le JTWC. Après une certaine fluctuation, à 21 h UTC le 28 janvier, le système a atteint la catégorie 4 selon le JWTC avec des vents soutenus de 215 km/h à près de 1 700 km à l'est de La Réunion. Tournant ensuite vers le sud, puis le sud-est, le cyclone s'est mis à faiblir. Il est devenu une forte tempête extratropicale le 31 janvier. Le CMRS a cessé de le suivre dans les latitudes australes alors que le JTWC a continué encore quelque temps.

### Dépression tropicaleCinq
Une dépression fermée mal définie a commencé à se former bien au nord-est des Mascareignes dès le 27 janvier. Elle est devenue assez organisée pour être définie par le CMRS comme une perturbation tropicale le 30 janvier à 0 h UTC au nord-est de Rodrigues. À 19 h UTC, le système a été rehaussé à dépression tropicale à plus de 230 km à l'est de Rodrigues avec sa convention surtout dans le quadrant est.
Après avoir erré autour de cette position pendant plus de 48 heures, le système est devenu une dépression résiduelle le 1er février. Elle a cependant repris temporairement de la vigueur la nuit suivante mais à 12 h UTC le 2 février, le CMRS a cessé ses bulletins pour ce qui était devenu une zone perturbée sans centre défini. Durant les jours suivants, le système s'est dirigée vers le sud-est et les latitudes australes, passant au large de l'île Amsterdam.

### Cyclone tropical intenseDjoungou
Depuis le 8 février, le CMRS prévoyait la possibilité de développement d'un système tropical au nord-est des Mascareignes en se basant sur les modèles de prévision numérique du temps. À 0 h UTC le 15, le premier bulletin a été émis pour la perturbation tropicale 06 située à 550 km au nord de l'île Rodrigues dans des conditions favorables à son développement. Douze heures plus tard, le système est rehaussé à dépression tropicale.
À 0 h UTC le 16, elle est devenue une tempête tropicale modérée Djoungou en se déplaçant lentement vers l'est. Bien que le système passait loin au large, Rodrigues a été mis sous avertissement de vent fort et de fortes houles. À 18 h UTC, elle est à nouveau rehaussée à forte tempête tropicale avec un œil devenu visible sur les images satellite. À 13 h UTC le 17 février, Djoungou est classé un cyclone tropical équivalent à la catégorie 1 dans l'échelle de Saffir-Simpson à 800 km à l'est-nord-est de Rodrigues. À 21 h UTC, le Joint Typhoon Warning Center (JTWC) a rehaussé l'intensité à la catégorie 3 avec des vents soutenus sur une minute de 185 km/h.
À 6 h UTC le 18, c'est au tour du CMRS de la Réunion de rehausser Djoungou à cyclone tropical intense pendant que le JTWC lui donnait l'intensité de la catégorie 4 dans l'échelle de Saffir-Simpson,. À 14 h UTC, le CMRS donnait des vents soutenus de 215 km/h sur 10 minutes et une pression centrale de 922 hPa alors que le JTWC avait des vents soutenus sur une minute de 220 km/h pour ce système s'éloignant maintenant rapidement vers le sud-est,.
Après avoir atteint ce pic, Djoungou s'est mis à faiblir lentement. Le 19 février, le système a perdu ses caractéristiques tropicales et à 13 h UTC a été reclassé un cyclone post-tropical sortant du bassin sous la responsabilité du CMRS de La Réunion et entrant dans la zone australienne. Ayant passé sa vie en mer, Djoungou n'a fait aucun dégât.

### Forte tempête tropicaleEleanor
Depuis le 13 février, le CMRS suivait le développement d'une zone désorganisée d'orages à l'est de Madasgascar. À 14 h UTC le 18, le premier bulletin a été émis pour la perturbation tropicale 07 située entre Madagascar et l'île Tromelin à environ 620 km au nord-ouest de La Réunion dans des conditions favorables à son développement.
À 1 h UTC le 19, le système a été rehaussé à dépression tropicale en passant au nord de Tromelin. À 18 h UTC, les Services météorologiques de Maurice en font la tempête tropical modérée Eleanor alors qu'elle est à environ 800 km au nord-nord-est de La Réunion. Le 20 février, un avertissement de cyclone de classe I a été lancé pour l'île Maurice et une préalerte cyclonique pour La Réunion,.
À 7 h UTC le 21, malgré le fort cisaillement des vents affectant Eleanor, elle a atteint le seuil de forte tempête tropicale alors qu'elle passait à 75 km à l'est de Saint-Brandon. L'île Maurice a été mis en alerte de classe III, provoquant la fermeture de l'aéroport, des écoles et des services publics,. Entre 0 et 12 h UTC le 22, la tempête est passée à moins de 100 km à l'est de l'île.
Ensuite, Eleanor s'est éloignée vers le sud en faiblissant avant de tourner vers l'ouest le 23 pour compléter son tour autour des Mascareignes sous un fort cisaillement des vents en altitude. À 18 h UTC, le CMRS a émis son dernier bulletin pour le système devenant une dépression en comblement le 24 février et se dirigeant vers la côte malgache. Le Joint Typhoon Warning Center (JWTC) a lui émis son dernier bulletin à 3 h UTC le 24.
Lors du passage d’Eleanor à l'île Maurice, les vents soutenus et de fortes pluies ont fait au moins 2 personnes blessées, 10 000 clients privés d'électricité, plusieurs pylônes électriques endommagés et des arbres renversés obstruant plusieurs routes. Ce sont les régions du nord qui ont subi les plus gros dégâts. Malgré tout, les dommages ont été légers à modérés selon les premiers rapports à Maurice et nuls à La Réunion.

### Forte tempête tropicaleFilipo
Depuis plusieurs jours les modèles de prévision numérique du temps prévoyaient la formation d'un système au nord-est de Madagascar. Le 2 mars, le CMRS a commencé à émettre des bulletins pour une perturbation tropicale mal définie à environ 600 km de l'île. Se déplaçant vers l'ouest dans des conditions défavorables, elle a quand même atteint le seuil de dépression tropicale vers 6 h UTC le 3 mars après une réanalyse météorologique. Elle a ensuite touché la pointe nord de Madagascar vers 20 h UTC près de Vohémar (province de Diego-Suarez) et a débouché affaiblie quelques heures plus tard dans le canal du Mozambique à proximité de l'île de Nosy Be. Son passage s'est accompagné de fortes pluies sur le nord de Madagascar et à Mayotte. Le système est retombé au niveau de zone perturbée à 6 h UTC le 4 mars et le CMRS a cessé temporairement ses bulletins réguliers.
La perturbation est ensuite descendue bien au large de la côte ouest de Madagascar pour commencer à faire du surplace au large de Toliara le 6 mars, donnant de fortes pluies dans la province du même nom. Le flux directeur ayant changé, sa trajectoire a tourné vers le nord-ouest et le Mozambique les jours suivants.
Le 10 mars à 6 h UTC, le CMRS a repris ses bulletins et 6 heures plus tard, le système était redevenu une dépression tropicale au milieu du canal du Mozambique. À 16 h UTC, le système a été rehaussé à tempête tropicale modérée nommée Filipo par le centre météorologique de Madagascar alors qu'il tournait vers l'ouest et entrait dans une zone favorable à son développement. Vingt-quatre heures plus tard, elle devenait une forte tempête tropicale à moins de 100 km de l'embouchure du fleuve Savé au Mozambique. Selon l'Institut national de gestion des catastrophes du Mozambique (INGD), plus de 525 000 personnes, 856 écoles et 145 centres de santé se trouvaient dans les zones mis à risque par la tempête.
Vers 3 h UTC le 12 mars, le centre de Filipo a touché la côte sur l'extrême nord de la province d'Inhambane, près d'Inhassoro, au stade de tempête tropicale modérée. Les vents les plus forts se concentraient le long du littoral et les pluies envahissaient les terres depuis plusieurs heures. Tournant vers le sud, le système s'est affaibli en passant sur le sud du Mozambique et est ressorti en mer à l'ouest de Xai-Xai, dans l'extrême sud du Mozambique, après 0 h UTC le 13 mars. Passant près de la baie de Maputo, puis vers le sud-est, Filipo a repris de la vigueur mais a rencontré une zone frontale. À 6 h UTC le 14, le CMRS de La Réunion l'a déclaré cyclone post-tropical se dirigeant vers les eaux plus froides des latitudes moyennes australes tout en s'intensifiant.
Un rapport de l'INGD le 15 mars, mis à jour le 28, parle de plus de 57 000 personnes touchées dans les provinces de Gaza, Inhambane, Maputo et Sofala dont la moitié dans la ville de Maputo. Deux morts et 85 blessés sont signalés, alors que 8 000 maisons étaient détruites ou endommagées, ainsi que 75 centres de santé et 287 écoles touchés avec environ 31 000 hectares de cultures touchés,. Les accumulations de pluie ont été estimées par satellite météorologique être de l’ordre de 130 mm en 24 heures, à peu près la pluviométrie normale pour tout le mois mars.

### Cyclone tropicalGamane
Une zone avec un potentiel de développement existait depuis plusieurs jours au nord des Mascareignes lorsque le premier bulletin à propos de la perturbation tropicale 09 a été émis à 6 h UTC le 25 mars par le CMRS de La Réunion. Le système était à environ 200 km au nord-est de Madagascar. Douze heures plus tard, il devenait une dépression tropicale.
Celle-ci est passée à forte tempête tropicale, nommée Gamane par le service météorologique de Madagascar, à 6 h UTC le 26 mars lors d'une intensification rapide en s'approchant des côtes malgaches. À 18 h UTC, le CMRS le rehaussait à cyclone tropical alors que le centre de Gamane était à moins de 100 km de la province de Diego-Suarez. À 3 h UTC le 27, le Joint Typhoon Warning Center (JTWC) évaluait que le système avait atteint la catégorie 2 de l'échelle de Saffir-Simpson alors que son œil a touché la côte au nord de Vohémar puis est entré dans les terres,.
Le système s'est ensuite rapidement affaibli, à cause de la friction sur le relief, se retrouvant comme perturbation tropicale sur le canal du Mozambique, au large de Maromandia, à 6 h UTC le 28 mars. Le CMRS a alors cessé ses bulletins sur le système mais a continué de suivre les restes retraversant le nord de Madagascar pour un possible redéveloppement au nord des Mascareignes qui se n'est jamais concrétisé.
Selon un premier rapport du 28 mars, Gamane a donné de fortes pluies et des inondations qui ont causé 6 décès, un disparu, plus de 2 500 sinistrés et plus de 600 maisons inondées ou endommagées dans les régions de Sava, Analanjirofo et Diana. Le district de Sambava a ainsi reçu 300 mm de pluie en 24 heures. L'accessibilité de cette région est difficile en temps normal et nombre de routes, dont celle la reliant à la capitale, ont été coupée par les pluies ce qui rend l'arrivée de l'aide très lente. Le lendemain, un rapport du gouvernement rehaussait le nombre de morts à 18 et celui des déplacés à 20 000. Les décès ont été par noyade, par effondrement de maisons et chute d'arbres. Le déplacement lent de Gamane a amplifié ses effets destructeurs sur les infrastructures, les vivres et l'accès à l'eau potable.
Le 3 avril, le total des morts a été rehaussé à 19 avec en plus 3 disparus et 90 000 sinistrés. La moitié de Vohémar, près de l'entrée sur terre du cyclone, s’est retrouvée sous un mètre d’eau ainsi que les plantations de vanille autour de la ville. La région étant coupé du reste de l 'île, les prix des denrées ont fortement augmenté alors que les revenus agricoles de ses habitants sont nuls, en particulier celui provenant de la vanille. Selon le gouvernement, 33 communes ont été inondées, comptant près de 19 000 maisons dont plus de 780 endommagées ou détruites. Environ 22 centres de santé ont été endommagés ainsi que 165 salles de classe. La plupart des sinistrés ont été hébergées dans des sites temporaires. Les populations avaient en urgence besoin de vivres, de produits de traitement de l'eau et des fournitures agricoles ainsi que d'un soutien logistique, aérien et maritime. Le gouvernement a déclaré une situation d'urgence nationale et les partenaires humanitaires visaient à fournir une aide humanitaire d'urgence à 165 000 personnes. Le réassureur Aon a estimé les dégâts à 50 millions $US.

### Cyclone tropicalHidaya
Depuis la dernière semaine d'avril, le CMRS de La Réunion suivait une zone potentielle de développement entre la pointe nord de Madagascar et les Seychelles. Le 30 avril à 12 h UTC, un premier bulletin a été émis pour une zone perturbée au nord d'Aldabra. Douze heure plus tard, elle a été reclassée dépression tropicale à 470 km au nord de Mayotte.
À 18 h le 1er mai, le système devient la tempête tropicale modérée Hidaya . Vingt-quatre heures plus tard, elle est rehaussée à forte tempête tropicale alors qu'elle était à 300 km au nord de Grande Comore et que son organisation s'était grandement améliorée, affichant une couverture nuageuse centrale dense et le début d'un œil.
À 0 h UTC le 3, le CMRS l'a reclassé cyclone tropical, équivalent à un ouragan de catégorie 1 dans l'échelle de Saffir-Simpson, se déplaçant lentement vers la côte de Tanzanie. Hidaya était très compact avec ses vents violents s'étendant seulement à moins de 100 km autour de l’œil. Ayant atteint un pic d'intensité avec des vents soutenus de 130 km/h sur 10 minutes, Hidaya a commencé à faiblir avec une augmentation du cisaillement des vents en altitude et à tourner vers le nord-ouest. Le système est retombé à forte tempête tropicale à 18 h UTC alors qu'il était à moins de 200 km de l'île Mafia.
Durant les douze heures suivantes, le centre d’Hidaya est passé à environ 20 km au nord de l'île selon le CMRS. Cependant, selon le JTWC Hidaya a touché terre sur l'île à Kilindoni sous la forme d'une tempête tropicale qui s'affaiblissait. À 12 h UTC le 4 mai, le CMRS La Réunion a émis son dernier bulletin alors qu’Hidaya était devenu une dépression tropicale en comblement le long du littoral au sud-est de la capitale de la Tanzanie, Dar Es Salam. Les restes du système se sont étirés en un creux barométrique affectant les côtes entre Dar Es salaam et Mtwara ainsi que l'intérieur des terres de cette région.
Hidaya n'était que le troisième cyclone tropical ou dépression de l'histoire enregistrée à toucher terre en Tanzanie, les autres étant un cyclone sans nom en 1952 et la dépression tropicale Atang en 2002,. De plus, c'était le cyclone le plus intense à se produire dans cette région de l'océan Indien. En raison de la tempête, le service de ferry entre Zanzibar et Dar es Salaam a été temporairement interrompu. Le cyclone a frappé après des semaines d'inondations dans la région, ajoutant au bilan des destructions et des morts. Hidaya a tué au moins cinq personnes en Tanzanie, dont un pêcheur de l'île de Pemba. La tempête a également endommagé ou détruit 1 555 maisons, tout en emportant une partie de l'autoroute de Lindi à Dar es Salaam. Les rafales ont également abattu des arbres et entraîné des pannes de courant,,.

### Cyclone tropicalIaly
Le 13 mai, le JTWC a commencé à surveiller une circulation près de la surface qui persistait à 588 milles marins (1 089 km) à l'est-nord-est des Comores. Le 16 mai à 6 h UTC, le CMRS de La Réunion a envoyé son premier bulletin pour une zone perturbée. Peu de temps après, le Services météorologiques de Maurice lui a donné le nom d’Ialy alors que le système était devenu un tempête tropicale modérée.
S'intensifiant régulièrement, Ialy a atteint le 19 mai le stade de forte tempête tropicale. Malgré un cisaillement élevé, le système est devenu un cyclone tropical équivalent de la catégorie 1 de l'échelle de Saffir-Simpson selon JTWC et le CMRS dans l'après-midi du 21 mai. Cependant, le cisaillement a rapidement vaincu Ialy, et 24 heures plus tard il a dégénéré en un faible système dépressionnaire. Le JTWC et le CMRS ont émis leur dernier avertissement tôt le 22 et commençait à se dissiper rapidement juste au large du Kenya.
Au Kenya, le cyclone a tué deux personnes : les vents violents ont arraché le toit d'une école, tuant une fille et en blessant quatre autres, tandis qu'une autre personne est décédée à cause de la chute d'un mur. Ialy est remarquable pour être le cyclone le plus puissant à avoir jamais touché les eaux kenyanes et le premier à affecter directement le pays depuis le début des enregistrements fiables.